# Castelo de Burghausen

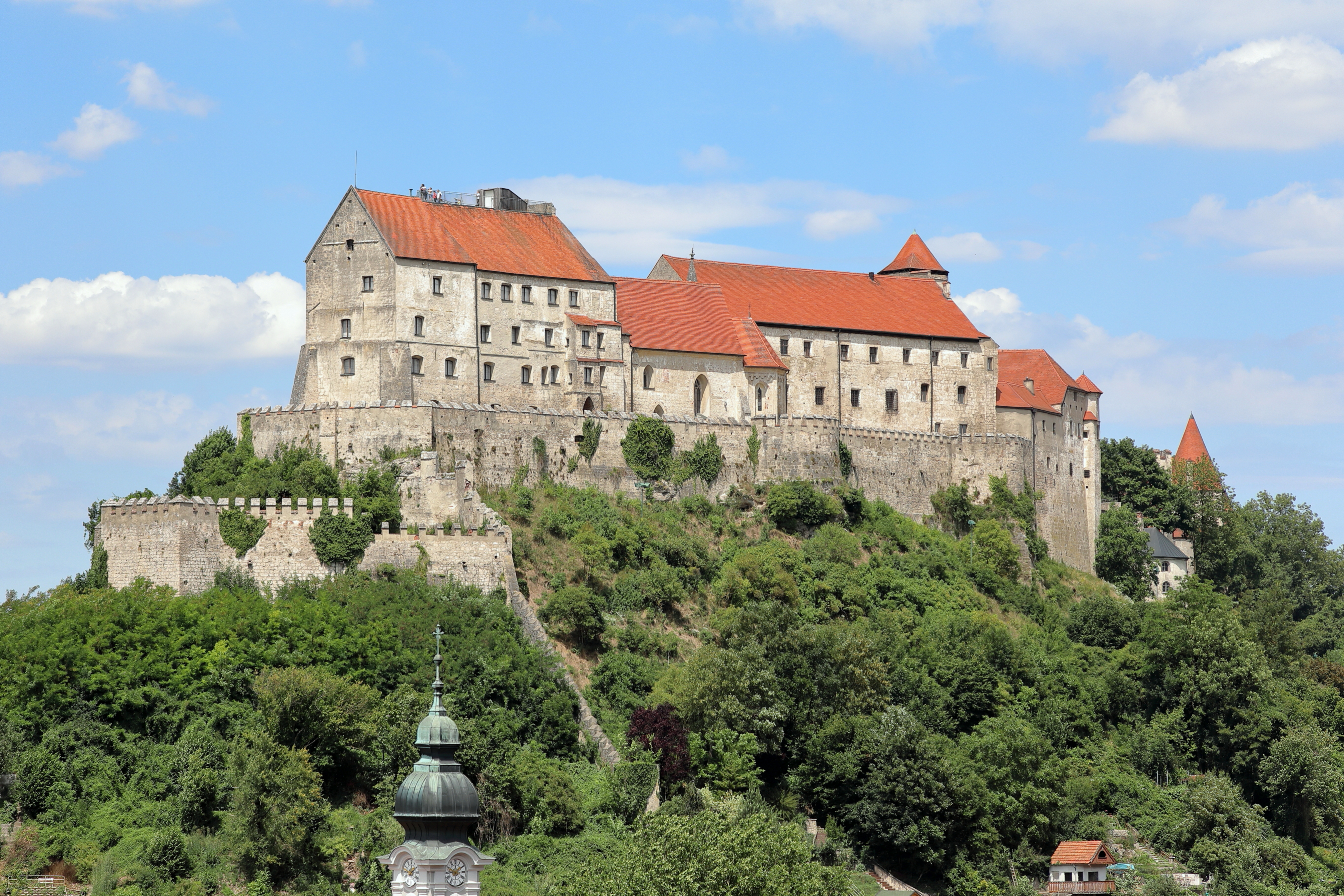
Castelo de Burghausen, Alemanha

O Castelo de Burghausen (em alemão:  Burg zu Burghausen) é um castelo localizado em Burghausen, Alta Baviera, Alemanha.

## História
O castelo é o mais longo do mundo, com uma extensão total de 1.051 metros.
Desde 1255 que tem sido a segunda residência dos duques da Baixa Baviera.
No final da Idade Média, o duque Jorge, o Rico (Georg, der Reiche) tornou o castelo e os seus seis pátios, na fortaleza mais segura do país.
Possui um museu com os objetos do estado alemão, uma exposição de móveis, armas de diversos estilos e a chamada Casa da Fotografia, contém ainda mais de 300 objetos expostos em 15 salas dispersas pelo complexo, entre eles a câmara usada no primeiro voo de uma nave espacial tripulada.

## Galeria

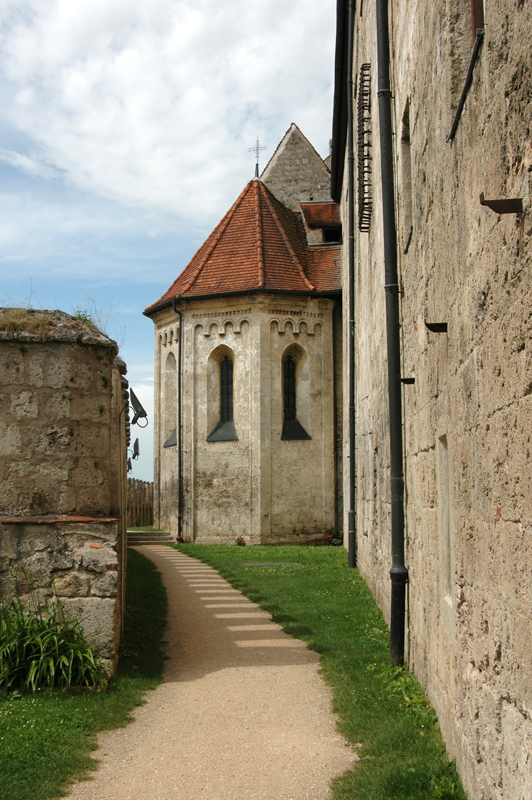
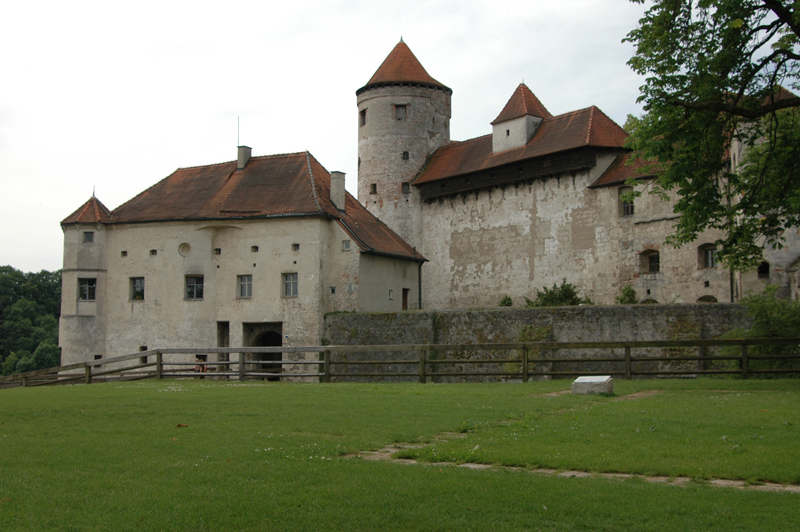
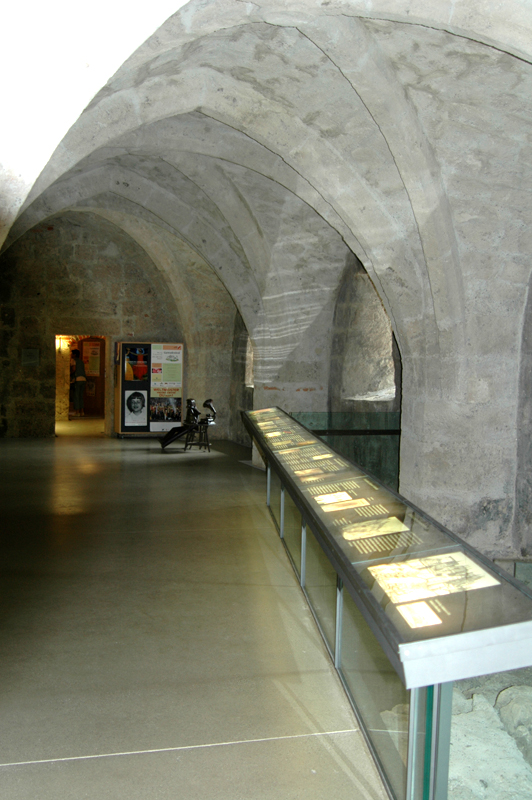
Museu
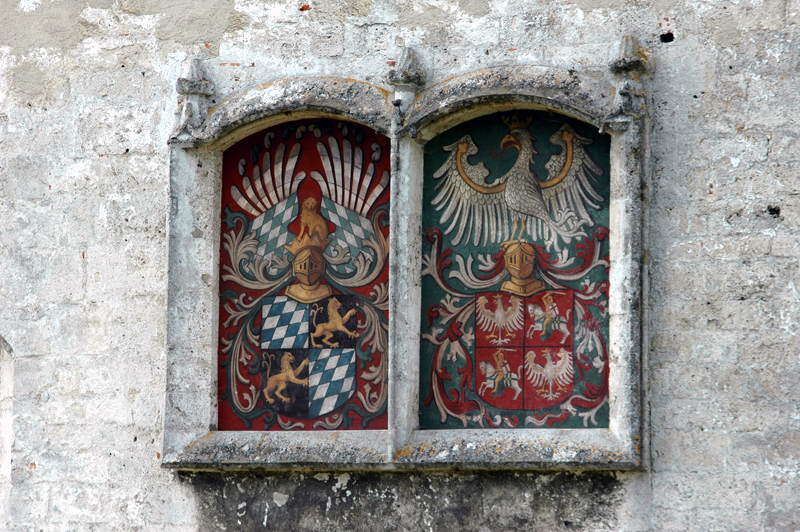
Brasões de armas
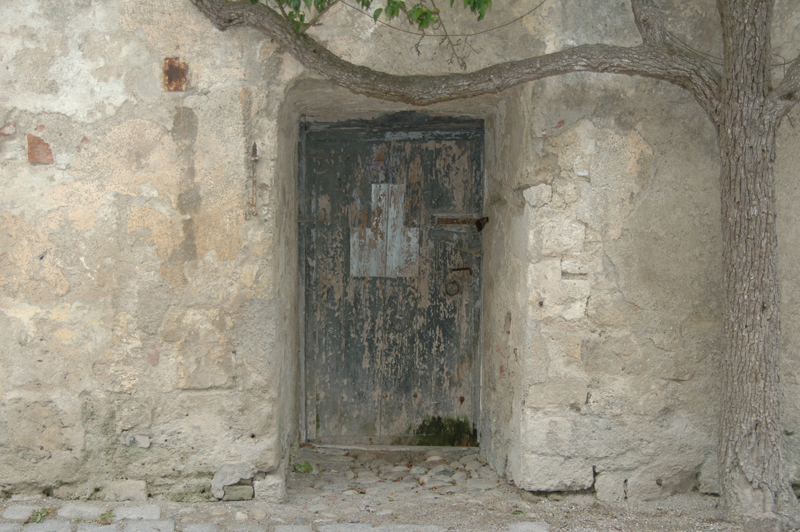